# Copiah County
Copiah County is een county in de Amerikaanse staat Mississippi.
De county heeft een landoppervlakte van 2.011 km² en telt 28.757 inwoners (volkstelling 2000). De hoofdplaats is Hazlehurst.